# Яжинець
Яжинець (пол. Jażyniec) — село в Польщі, у гміні Седлець Вольштинського повіту Великопольського воєводства.
Населення — 530 осіб (2011).
У 1975-1998 роках село належало до Зеленоґурського воєводства.

## Демографія
Демографічна структура станом на 31 березня 2011 року:
|          | Загалом | Допрацездатний вік | Працездатний вік | Постпрацездатний вік |
| -------- | ------- | ------------------ | ---------------- | -------------------- |
| Чоловіки | 263     | 72                 | 168              | 23                   |
| Жінки    | 267     | 70                 | 146              | 51                   |
| Разом    | 530     | 142                | 314              | 74                   |